# Gran Premio Capodarco
Le Gran Premio Capodarco (officiellement GP Capodarco Comunita Di Capodarco) est une course cycliste italienne disputée à Capodarco, sur la commune de Fermo, dans la province de Fermo. Créé en 1964, il fait partie de l'UCI Europe Tour depuis 2005, en catégorie 1.2 puis 1.2U depuis 2015. Il est par conséquent ouvert aux équipes continentales professionnelles italiennes, aux équipes continentales, à des équipes nationales et à des équipes régionales ou de clubs. Les UCI ProTeams (première division) ne peuvent pas participer.